# Wayne Hunter
Wayne Hunter (Honolulu, Havaí, 2 de julho de 1981) é um jogador profissional de futebol americano estadunidense que joga pelo St. Louis Rams na National Football League.

## Carreira
Em 23 de março de 2010, Hunter assinou uma proposta de 1 ano com o New York Jets de cerca de US $ 1,2 milhões. Autalmente está no St. Louis Rams.